# Айзеншмітт
Айзеншмітт (нім. Eisenschmitt) — громада в Німеччині, розташована в землі Рейнланд-Пфальц. Входить до складу району Бернкастель-Віттліх. Складова частина об'єднання громад Віттліх-Ланд.
Площа — 10,84 км2. Населення становить 308 ос. (станом на 31 грудня 2020).

## Галерея

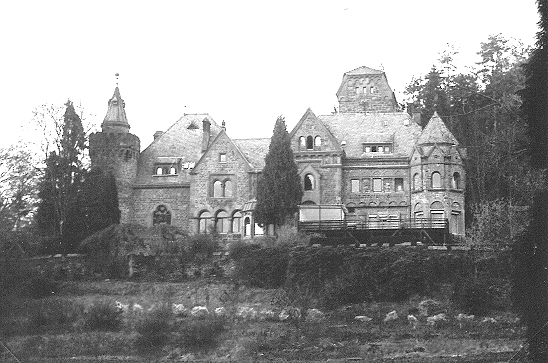
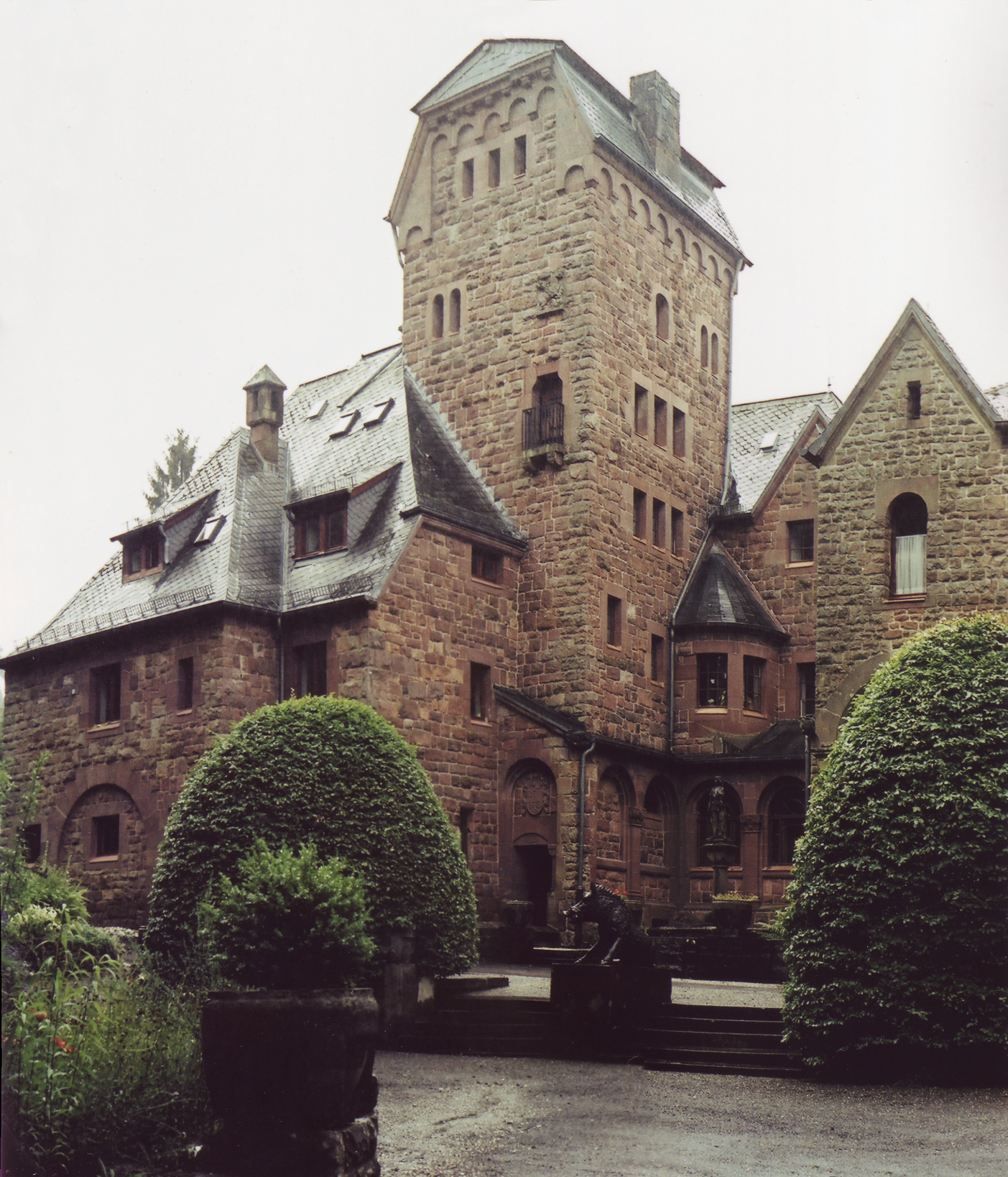